# Drosophila subauraria
Drosophila subauraria este o specie de muște din genul Drosophila, familia Drosophilidae, descrisă de Arika Kimura în anul 1983. Conform Catalogue of Life specia Drosophila subauraria nu are subspecii cunoscute.